# 세바스티앙 로트
세바스티앙 로트(프랑스어: Sébastien Roth, 1978년 4월 1일, 주네브 주 주네브 ~)는 스위스의 전직 프로 축구 골키퍼이다.

## 클럽 경력
로트는 주로 세르베트에서 활약했다. 세르베트가 파산하면서, 그는 로리앙에 반 년을 머물렀고, 이후 이베르동-스포르, 슈누아, 그리고 샤프하우젠에서 활약했다.

## 국가대표팀 경력
로트는 유로 2004를 앞두고 막판에 부상당한 파브리스 보레의 대체자로 발탁되었지만, 스위스 국가대표팀 경기에 출전한 적이 없다.